# ǂhua
ǂhua (též |hua-owani, ‡hoa nebo ǂ’amkoe) je jazyk, který patří mezi kojsanské jazyky a řadí se do jazykové skupiny kx'a. Mluví se jím v Botswaně, v jižní části pouště Kalahari. Spolu s jazyky taa a güikue tvoří základ jazykového svazu v oblasti pouště Kalahari. Lingvisté Hoken a Heine v roce 2010 prokázali, že ǂhua je blízká jazyku kung (zvanému též !xũ), kterým se mluví v Namibii a Angole. ǂhua používá, stejně jako mnoho kojsanských jazyků, mlaskavky. ǂhua má typ slovosledu SVO (podmět-přísudek-předmět), stejně jako například čeština nebo angličtina.

## Dialekty
ǂhua má tři dialekty:
- Nǃaqriaxe se mluví na východě distriktu Kweneng, ve vesnicích Motokwe, Khekhenye, Tswane a Dutlwe.
- ǂHoan se též mluví na východě distriktu Kweneng, ve vesnicích Salajwe, Mathibatsela a Shorilatholo.
- Sasi se mluví mezi distriktem Kweneng a hranicí Botswany a Jihoafrické republiky, ve vesnicích Dibete, Poloka a několika dalších vesnicích, které se neobjevují v mapách.

## Ohrožení
Jazyk ǂhua vymírá, většina mluvčích se narodila před rokem 1960, a mnoho z nich ani neumí mluvit plynně. Dialekt nǃaqriaxe je nahrazován jazykem güikue , který též patří mezi kojsanské jazyky. Dialekt ǂHoan je nahrazován bantuským jazykem kgalagadi. Dialekt sasi je nahrazován setsvanštinou.